# Cnemida intermedia
Cnemida intermedia är en skalbaggsart som beskrevs av Bates 1888. Cnemida intermedia ingår i släktet Cnemida och familjen Rutelidae. Inga underarter finns listade i Catalogue of Life.